# 檀君実在論争
檀君実在論争（だんくんじつざいろんそう）は、檀君が実在しているか否かの論争である。
檀君についてはその実在性をめぐって、様々な論争が繰り広げられている。

## 近代
李氏朝鮮の実学者である安鼎福は、「按ずるに東方古記等の書言ふ所の檀君の事皆荒誕不経、…其の称する所の桓因帝釈は法華経に出づ。其の他称する所は皆是れ僧談」として、紀元前2333年に即位したとされる檀君の説話に多数の仏説が登場しており、荒唐無稽と評している。ちなみに、仏教は372年に朝鮮半島に伝えられた。
李氏朝鮮末期の19世紀末には、中国由来や西洋由来の宗教でなく朝鮮独自の宗教を振興して民族主義のよりどころとしようという動きが現れ、檀君を朝鮮民族の始祖として崇拝する民族宗教が多く登場した。その中でも羅喆らがおこした大倧教は勢力が大きく、独立運動団体としても活動したほか大韓民国臨時政府などへ与えた影響も大きかった。檀君が即位して檀君朝鮮を建国したことを記念する開天節も大倧教が始めたものである。

## 現代
現在でも、朝鮮人の中には檀君を実在の人物と主張する人々も大勢いる。尹潽善元韓国大統領は、1975年に「国史探し協議会」を結成して、「檀君説話の歴史性を強調しよう」「漢四郡は恥ずべきことだから朝鮮の歴史から除外しよう」という主張を行う「歴史教科書波動」運動を起こして、韓国の歴史学者を植民史観と攻撃した。国史編纂委員会は、通説と異なることから意見を却下したところ、「国史探し協議会」は、教育部長官を対象に訴訟を起こした。李基白は、「学問の真理を尊重する立場からすると、『国史探し協議会』は深刻な問題を歴史学者に投げかけました。問題の争点は檀君ですが、檀君説話は神話ではない、学生に檀君を神話として教えるなと歴史学者を攻撃しました…桓雄が天から降りて来たことを神話ではなく、歴史的事実と学生に教えることはできません」と述べている。1975年に結成した在野史学の歴史団体「國史찾기協議會」は、「檀君神話の歴史性を強調しよう」「漢四郡は恥ずべきことだから朝鮮の歴史から除外しよう」と主張し、歴史学界を植民史観と非難し、歴史学者を攻撃した。国史編纂委員会は、既存の通説とは異なることから、これらの意見却下したところ、教育部長官が提訴された。「國史찾기協議會」は政界を利用し、1981年8月に「國史찾기協議會」の安浩相教育部長官は、「檀君と箕子は実在の人物」「檀君と箕子の領土は中国北京まで存在した」「王倹城は中国遼寧省にあった」「漢四郡は中国北京にあった」「百済は3世紀から7世紀にかけて、北京から上海に至る中国を統治した」「新羅の領土は満州にあり、統一新羅の国境は北京にあった」「高句麗･百済･新羅、特に百済が日本の文化を築いた」という「国史教科書の内容是正要求に関する請願書」を国会に提出し、公聴会が開かれた。李基白（朝鮮語: 이기백、西江大学）は、「学問の真理を尊重する立場からすると、『國史찾기協議會』は深刻な問題を歴史学者に投げかけたと考えています。重要な問題となったのは檀君の問題ですが、檀君に関する伝承を神話にするなと歴史学者を攻撃し、何故、学生に檀君を神話として教育するのかと批判しました」「檀君の父の桓雄が天から降りて来たことを神話ではなく、歴史的事実と学生に教えることはできません」と述べている。李基東（朝鮮語: 이기동、東国大学）は、「1980年代に『歴史教科書波動』という運動があった。全斗煥政権末期だったが、尹潽善元大統領を総裁に掲げた『國史찾기協議會』という極右団体が主導し、韓国政府が国史教育審議会というものを作った。私は関与していたからよく知っている。これらは『檀君神話の歴史性を強調しよう』『漢四郡は恥ずべきことだから朝鮮の歴史から除外しよう』と主張した。それは間違った主張だ。その時に歴史教科書を国定教科書から検定教科書に切り替える付帯意見を付けた。ところが、最近再びその動きが出ている。先日、黄祐呂教育部長官が中国の東北工程に対処するため、歴史教科書の上古史と古代史の比重を強化すると明らかにしたが、それは彼らの論理と同じだ。とても心配だ」と述べている。
韓国の国定教科書では韓国の歴史が非常に長いことを示すための作り話を「史実」として教育するように指導されており、2007年から使用される歴史教科書の「檀君王倹の古朝鮮建国」に関連した部分が「物語」から「歴史的事実」変更され、従来の「『三国遺事』と『東国通鑑』の記述によれば檀君王倹が古朝鮮を建国したという（紀元前2333年）」という箇所が、「『三国遺事』と『東国通鑑』の記述によれば檀君王倹が古朝鮮を建国した」と断定した。従来の紀元前10世紀とした朝鮮半島の青銅器到来年代を紀元前20世紀から紀元前15世紀に修正したことによるものであり、その理由として「江原道の旌善・春川・洪川、京畿道加平、仁川桂陽区、慶尚南道晋州などで最近出土した遺物に基づき朝鮮半島に青銅器文化が伝来した時点を繰り上げた」としている。これに対して宋鎬晸（朝鮮語: 송호정、韓国教員大学）は、「今回の歴史教科書の青銅器時代と古朝鮮の修正は学界の見解を反映しておらず、学界の研究成果に反している」と批判しており、紀元前15世紀から紀元前13世紀にかけての青銅器時代の遺跡が報告されているが、学界の綿密な検証を待っている段階であり、中国東北部の青銅器時代の典型的遺物である琵琶形銅剣とシャムシールと美松里式土器の使用開始年代は紀元前10世紀であり、朝鮮半島では紀元前8世紀から紀元前7世紀にかけて発展したとみるのが中国と韓国の学界の見解であり、歴史教科書の青銅器時代の開始年代変更は、青銅器時代の遺跡であることが未検証な一つ二つの史料を根拠に「紀元前20世紀から紀元前15世紀に青銅器時代が本格化される」と記述している。さらに、檀君神話を歴史的事実として神話をそのまま古朝鮮社会に適用しているが、歴史教科書に記述されている紀元前2333年から紀元前3世紀までの2000年間の古朝鮮社会は神話の世界で描かれているものであり、実際は古朝鮮の建国をめぐる歴史や社会はまったく史実に存在せず、「青銅器時代に部族国家として満州から朝鮮半島にかけて広大な領土をもっていた国家だという檀君朝鮮は満州や朝鮮半島には存在しない」「檀君朝鮮の建国を紀元前2333年としていることも中国の伝説上の王である堯の即位年を推定した中国人の考えを『東国通鑑』が借用したものであり信憑性がない」として、歴史教科書の修正は東北工程への対応という政治的目的のためであり、東北工程への対応という焦りによる外的論理で修正され、学界の研究成果とは無関係に拙速に対応したことは杜撰であり、既存の学界の研究成果を反映して慎重に歴史教科書を記述しなければならず、朝鮮の歴史の開始を学界の検証なく、数百年、数千年も引き上げて「私たちの歴史は偉大である」と鼓吹することは非科学的であると批判している。
朝鮮民主主義人民共和国（北朝鮮）の建国者たちは当初、自らの表面的な社会主義イデオロギーと整合しない壇君伝説を迷信だと軽蔑していたが、その後、北朝鮮当局者は、あらゆる手を尽くして檀君神話を利用し、北朝鮮を支配する金一族は壇君伝説を継ぐ者であるという考えを確立しようとしており、1993年の発掘調査で檀君のものらしき骨が発見され、「電子スピン共鳴法」による解析で5011年前のものと分かったため、檀君は実在の人物であったと主張されている。しかし、神話に基づく檀君朝鮮の建国年との間に700年近い差があり、また解析方法についても詳細が公表されていないことから、信憑性は低いと見られている。
1993年8月31日の北朝鮮の日刊政府機関紙である『民主朝鮮』には以下のことが書かれている。
韓国の国立中央博物館では、檀君が建国したとされる古朝鮮について、「歴史上、朝鮮半島に誕生した最初の国家」だったと説明され、「中国の主要王朝と互角に渡り合えるほどの勢力があった」と主張し、史実であるとしている。この証拠として、青銅の短剣や陶磁器などが展示されており、この時代の朝鮮半島に人の営みがあったことは事実とされる。しかし、細部については、その真偽を問われており、政治的な意図によって歪められていると歴史学者は主張している。この時代の朝鮮半島に、国家と言えるだけの規模があったかは、信憑性を問われている。

## 海外メディアにおける扱い
外国メディアのなかには、檀君が紀元前2333年に即位したとされることを「史実」と認識している報道もあり、スペインメディアの『エル・ムンド』は、「建国時点である紀元前2333年から日清戦争の1895年までの4228年間にわたって中国の属国だった」「韓国は4228年間にわたって中国の植民地だった」「韓半島は長い歴史のなかで数多くの侵略を受けてきた。中国に1895年まで属していたが、1910年の韓日合併までの15年間にわたって独立を味わったりもした」と報道したことがある。